# George Rueger
George Edward Rueger (ur. 23 września 1929 w Worcester, Massachusetts, zm. 6 kwietnia 2019 tamże) – amerykański duchowny katolicki, biskup pomocniczy Worcester w latach 1987–2005.

## Życiorys
Święcenia kapłańskie otrzymał 6 stycznia 1958 i inkardynowany został do rodzinnej diecezji.
16 stycznia 1987 papież Jan Paweł II mianował go biskupem pomocniczym Worcester ze stolicą tytularną Maronana. Sakrę otrzymał z rąk ówczesnego zwierzchnika diecezji Timothy’ego Harringtona. Na emeryturę przeszedł 25 stycznia 2005.